# Justin Tuoyo
Justin Tuoyo (Hampton, 18 giugno 1994) è un cestista statunitense, professionista in Europa e Sud America.

## Carriera
Dopo gli anni universitari trascorsi tra VCU e Chattanooga (13,61 punti e 6,58 rimbalzi a partita) firma il suo primo contratto professionistico il 29 luglio 2017 in Ungheria all'Egis Körmend, con cui gioca anche in FIBA Europe Cup. Il 12 luglio 2018 firma in Italia in Serie A2, nel Derthona Basket. Il 22 gennaio risolve il contratto con la squadra piemontese e poco più di un mese dopo, il 2 marzo, firma per il resto della stagione in Argentina nell'Atenas Cordoba, con cui però gioca solo 3 partite. Il 9 agosto 2019 torna in Europa e firma in Polonia allo S.S. Szczeciński.